# 너인 채로
「너인 채로(君のままで)」는 azusa의 2번째 싱글. 2010년 10월 20일에 포니캐년으로부터 발매되었다.

## 개요
전작 「i Love」같이, 표제곡을 포함한 3곡을 수록한다. 표제곡 「너인 채로」는 텔레비전 애니메이션 「아마가미 SS」의 제2기 오프닝 테마로서 사용되었다. 커플링의 「카푸치노」는 보사노바풍의 악곡으로, 사랑하는 여성이 테마다. 3곡의 「신발의 소리」는 실연을 소재로 한 곡으로, 인트로와 간주에 흐르는 효과음은 azusa 자신이 구두의 소리를 입으로 표현한 것이다.
iTunes에서는 종합 차트·애니메이션 차트에서 각각 15위와 1위를 획득했다. 또한 디스크 자켓에는 교사 안뜰에서 티 파티를 하는 메인 히로인 6명의 일러스트가 그려져 있다.

## 수록곡
(전작사·작곡: azusa, 편곡: azusa·t.sato)
1. 너인 채로 (君のままで) [4:19]
  - 텔레비전 애니메이션 「아마가미 SS」 제2기 오프닝 테마
2. 카푸치노 (カプチーノ) [3:41]
3. 신발의 소리 (くつの音) [3:11]
4. 너인 채로 (Instrumental)

## 수록 앨범
| 곡명      | 앨범  | 발매일          |
| --------- | ----- | --------------- |
| 너인 채로 | azusa | 2011년 8월 31일 |